# Gabriel Urpi
Pour les articles homonymes, voir Urpi.
Gabriel Urpi, né le 10 avril 1961 à El Vendrell, est un joueur et entraîneur de tennis espagnol.

## Carrière
En junior, il a notamment remporté le tournoi de l'Orange Bowl en 1978. Sur le circuit professionnel, il a atteint les quarts de finale à Madrid en 1979, Barcelone en 1980 et Bari en 1984, et les demi-finales à Bordeaux en 1987 pour son dernier tournoi ATP en simple (alors qu'il était classé 453e). Il s'est imposé au tournoi Challenger d'Agadir en 1985. En double, il a été demi-finaliste à Barcelone en 1984 et a remporté les tournois de Parioli en 1982 et Vigo en 1983.
Plus connu en tant qu'entraîneur, il a collaboré avec Arantxa Sánchez Vicario entre 1994 et 1995 lorsqu'elle était no 1 mondiale, avec Conchita Martinez à la fin des années 1990, puis Fernando Vicente, Alberto Martín et surtout Flavia Pennetta entre 2005 et 2012. Il quitte ce poste car il est nommé entraîneur de l'équipe de France de Fed Cup où il remplace Alexia Dechaume. Depuis 2015, il collabore avec Nicolas Mahut. Fin 2016, il rejoint le staff d'Elina Svitolina aux côtés de Thierry Ascione.

## Parcours dans les tournois duGrand Chelem

### En simple
| Année | Open d'Australie | Open d'Australie | Internationaux de France | Internationaux de France | Wimbledon | Wimbledon | US Open | US Open |
| ----- | ---------------- | ---------------- | ------------------------ | ------------------------ | --------- | --------- | ------- | ------- |
| 1981  | —                | —                | 2e tour (1/32)           | J. Connors               | —         | —         | —       | —       |
| 1982  | —                | —                | 3e tour (1/16)           | J. Nyström               | —         | —         | —       | —       |
| 1984  | —                | —                | 2e tour (1/32)           | M. Purcell               | —         | —         | —       | —       |
| 1985  | —                | —                | 1er tour (1/64)          | H. Sundström             | —         | —         | —       | —       |

N.B. : à droite du résultat se trouve le nom de l'ultime adversaire.

### En double
| Année | Open d'Australie | Open d'Australie | Internationaux de France    | Internationaux de France  | Wimbledon | Wimbledon | US Open | US Open |
| ----- | ---------------- | ---------------- | --------------------------- | ------------------------- | --------- | --------- | ------- | ------- |
| 1981  | —                | —                | 1er tour (1/32) R. Krishnan | J.L. Damiani R. Ycaza     | —         | —         | —       | —       |
| 1982  | —                | —                | 1er tour (1/32) I. Camus    | F. Sauer S. Van der Merwe | —         | —         | —       | —       |
| 1984  | —                | —                | 1er tour (1/32) T. Viljoen  | H. Leconte Y. Noah        | —         | —         | —       | —       |

N.B. : le nom du ou de la partenaire se trouve sous le résultat ; le nom des ultimes adversaires se trouve à droite.